# Гутьеррес, Роберто
Роберто Карлос Гутьеррес Гамбоа (исп. Roberto Carlos Gutiérrez Gamboa; 18 апреля 1983, Куракави, Чили) — чилийский футболист, выступавший на позиции нападающего. Играл за сборную Чили.

## Клубная карьера
Гутьеррес родился в городе Куракави, недалеко от Сантьяго и начал карьеру в столичном «Универсидад Католика». В 2003 году он был переведён в первую команду новым тренером клуба Оскаром Менесесом. В одном из товарищеских матчей в рамках подготовки к новому сезону Роберто получил травму, которая оставила его вне игры почти на год. В 2004 году он дебютировал за основную команду в чилийской Примере. В том же сезоне Гутьеррес получил травму колена, которая вновь на продолжительное время оставила его вне футбола. После выздоровления, для получения игровой практики Роберто вначале на правах аренды выступал за «Депортес Мелипилья», а затем за мексиканский «Крус Асуль». В 2006 году он вернулся в «Универсидад» и в следующем сезоне смог забить 8 мячей. Затем Гутьеррес получил травму и остаток сезона провёл в лазарете.
В 2008 году он перешёл в «Эстудиантес Текос». подписав контракт на четыре года. 28 августа в матче против «Сантос Лагуна» Роберто дебютировал за новую команду, заменив во втором тайме Хоэля Санчеса. Сыграв всего три матча в начале 2009 году Гутьеррес на правах аренды вернулся на родину в «Эвертон» из Винья-дель-Мар. 1 февраля в поединке против «Унион Эспаньола» он дебютировал за новую команду. 10 апреля в поединке против «Уачипато» Роберто забил свой первый гол за «Эвертон» в чемпионате. В матчах Кубка Либертадорес против венесуэльского «Каракаса» и мексиканского «Леона» он забил важные голы, а также отличился в поединке против «Гвадалахары».
Остаток сезона Гутьеррес плодотворно провёл в родном «Универсидад Католика» на правах аренды, где забил десять мячей в пятнадцать матчах чемпионата. В начале 2010 года он вернулся в «Текос». 18 февраля в матче против «Монтеррея» Роберто забил свой первый гол за мексиканский клуб. Летом того же года Гутьерес вновь на правах аренды присоединился к «Универсидад Католика». Он провёл в команде два сезона и помог ей выиграть чемпионат. Летом 2011 года Роберто перешёл в «Коло-Коло». Сумма трансфера составила 650 тыс. евро. 8 августа в поединке против «Сантьяго Уондерерс» он дебютировал за новый клуб. В этом же матчей Роберто отметился «дублем», забив свои первые голы за «Коло-Коло». В клубе Гутьеррес пробыл два года, в 2013 году он перестал попадать в состав и вскоре контракт с ним был расторгнут.
Летом 2013 года Роберто подписал контракт с «Палестино», воспользовавшись приглашением тренера Эмилиано Асторги. 27 июля в матче против своего бывшего клуба «Эвертона» их Винья-дель-Мар он дебютировал за новую команду. 3 августа в поединке против «Универсидад де Чили» Гутьеррес забил свой первый гол за «Палестино». 4 января 2014 года в матче против «Эвертона» он сделал хет-трик. Роберто реанимировал свою карьеру забив тринадцать голов в двадцати одном матче. В феврале того же года он вернулся в Мексику, подписав соглашение с «Атланте». 2 февраля в матче против столичной «Америки» Гутьеррес дебютировал за клуб из Канкуна, заменив в начале второго тайма Мануэля Виньегру. 16 февраля в поединке против «Пачуки» он забил свой первый гол за «Атланте». Роберто забил четыре гола в одиннадцати матчах, но это не помогло клубу сохранить прописку в элите.
Летом 2014 года Гутьеррес вернулся на родину, став футболистом «Сантьяго Уондерерс». В новый клуб его позвал Эмилиано Асторга, тренировавший его в «Палестино». 20 июля в матче против «Барнечеа» он дебютировал за новую команду. В этом же поединке Роберто сделал «дубль», забив свои первые голы за Уондерерс. В первом сезоне он помог команде занять второе место в чемпионате, а сам стал вторым бомбардиром турнира. В начале 2015 года Гутьеррес вернулся в родной «Универсидад Католика». 12 августа в поединке Кубка Либертадорес против уругвайского «Данубио» Роберто забил гол. 1 ноября в матче против «Кобресаль» он сделал хет-трик.
Летом 2017 года Гутьеррес вернулся в «Палестино».

## Международная карьера
В 2007 году Гутьеррес дебютировал за сборную Чили.

## Достижения
Командные
 «Универсидад Католика»
- Чемпионат Чили по футболу — 2010